# خوسيه خيسوس ماركيث
خوسيه خيسوس ماركيث سانتشيث (بالإسبانية: José Jesús Márquez Sánchez، ولد في 19 مايو 1973) لاعب تايكوندو إسباني، تخصص في وزن تحت 76 كغم وفي وزن تحت 78 كغم.
حصل على ميداليتين ذهبيتين في بطولات العالم للتايكوندو عام 1995 و 1997، وعلى الميدالية الذهبية في بطولة أوروبا للتايكوندو عام 1998.

## إنجازاته

### بطولة العالم للتايكوندو
- 1995 مانيلا  الفلبين:  ميدالية ذهبية في وزن تحت 76 كغم.
- 1997 هونغ كونغ  هونغ كونغ:  ميدالية ذهبية في وزن تحت 76 كغم.

### بطولة أوروبا للتايكوندو
- 1998 آيندهوفن  هولندا:  ميدالية ذهبية في وزن تحت 78 كغم.

## روابط خارجية
- خوسيه خيسوس ماركيث على موقع TaekwondoData.com (الإنجليزية)